# ویلیام هنری کلینتون
ویلیام هنری کلینتون (انگلیسی: William Henry Clinton؛ ۲۳ دسامبر ۱۷۶۹ – ۱۵ فوریه ۱۸۴۶) فرد نظامی اهل پادشاهی متحد بریتانیای کبیر و ایرلند بود. وی همچنین برندهٔ جوایزی همچون نشان حمام شده‌است.